# Шумихин, Матвей Сергеевич
Матвей Сергеевич Шумихин (10 августа 1906 — 1966) — советский партийный и государственный деятель, второй секретарь Горьковского обкома ВКП(б) (1939—1940). Участник Великой Отечественной войны, майор. Член КПСС, делегат XVIII съезда ВКП(б) (1939).

## Биография
Родился 10 августа 1906 года в д. Шумихино Медведевской волости Котельничского уезда Вятской губернии (ныне Свечинский район Кировской области) в семье русского крестьянина-середняка. Кроме него в семье было 3 брата и 3 сестры. Учился в церковно-приходской школе в д. Каменка Котельничского уезда, которую окончил в июле 1917 г. и работал в хозяйстве отца в родной деревне. В январе 1927 г. избран председателем сельсовета в Каменке. С июня 1928 г. крестьянин в своем хозяйстве в с. Юма Котельничского уезда. В октябре 1928 г. призван в Рабоче-крестьянскую Красную армию: курсант, младший командир 5-го отдельного территориального стрелкового батальона в г. Котельнич Нижегородского края. Находясь на службе в армии с марта 1929 г. стал кандидатом в члены ВКП(б), а с февраля 1930 г. членом коммунистической партии. Демобилизован в октябре 1930 г. и поступил в Горьковский индустриальный институт. Во время учёбы был секретарём комитета ВЛКСМ. После окончания учёбы в 1936 г. остался на преподавательской работе ассистентом. С октября 1938 г. секретарь партийного комитета Горьковского института инженеров водного транспорта. С апреля 1939 г. начальник политического отдела управления Верхне-Волжского речного пароходства. С 19 сентября 1939 г. по сентябрь 1940 г. по другим данным по 26 ноября 1940 г. 2-й секретарь Горьковского областного комитета ВКП(б). С февраля 1940 г. начальник строительства дороги Горький-Муром-Кулебаки. С сентября 1940 г. партийный организатор завода № 80 им. Свердлова одно из самых крупных в СССР предприятий оборонного комплекса, расположенного в г. Дзержинск Горьковской области. С мая 1941 г. секретарь Иркутского обкома ВКП(б) по промышленности. С сентября 1941 г. начальник политического отдела Восточно-Сибирского строительного треста  Главное управление строительства шоссейных дорог (ГУШАСДОР) НКВД СССР в г. Улан-Удэ. С ноября 1942 г. заместитель председателя Госплана при Совете Народных Комиссаров Бурят-Монгольской АССР. В марте 1943 г. мобилизован в РККА и находился в резерве Главного политического управления. В это время закончил Курсы высшего политического состава в г. Белебей. С июня 1944 г. заместитель начальник политического отдела 109-й гвардейской стрелковой дивизии. Демобилизован 22 апреля 1946 г. С апреля 1946 г. партийный организатор ВКП(б) Иркутского завода тяжелого машиностроения им. В.В. Куйбышева. С марта 1946 г. партийный организатор ВКП(б) Морского торгового порта г. Калининград. С декабря 1948 г. секретарь, с февраля 1951 г. 2-й секретарь Калининградского городского комитета ВКП(б). С 29 декабря 1951 г. заместитель председателя Калининградского областного исполнительного комитета. В 1952 году окончил Высшую партийную школу при ЦК ВКП(б) по специальности инженер-химик-технолог. С 18 ноября 1952 г. председатель Президиума Калининградского отделения Всесоюзного общества по распространению политических и научных знаний. С 17 июня 1953 г. начальник Калининградского областного управления культуры. С 17 декабря 1960 г. на пенсии. С марта 1961 г. старший инженер планово-нормативного отдела управления материально-технического снабжения Калининградского СНХ. В июле 1962 г. продолжал работать в этой должности. В 1964 г. приезжал в Горький. В апреле 1964 г. Горьковский промышленный областной комитет КПСС на заседании бюро заслушал «заявление бывшего 2-го секретаря Горьковского обкома КПСС т. Шумихина М.С.». Умер в 1966 г. (партдокументы погашены Калининградским обкомом КПСС в январе 1967 г.).

## Награды
- Орден Отечественной войны II степени (09.04.1945);
- Медаль «За победу над Германией в Великой Отечественной войне 1941–1945 гг.» (09.05.1945);
- Медаль «За победу над Японией»;
- Медаль «За взятие Будапешта» (09.06.1945);
- Медаль «За взятие Вены» (27.04.1946);
- Медаль «За освобождение Белграда» (22.05.1946);
- Медаль «За освобождение Праги».

## Семья
- Отец Сергей Анфалович (07.03.1874—1944) крестьянин.
- Мать Евгения Михайловна крестьянка.
- Сестры Дарья (1896-? крестьянка), Ольга Петухова (1908-?, колхозница), Мария Ковалева (1914-? учительница)
- Братья Семён (1901-?), Прокопий (04.06.1903-24.09.1941, политрук, погиб на фронте[5]), Яков (23.10.1910-?, старший лейтенант, служил в 21-м моторизованном топографическом отряде Северо-Западного фронта, был ранен в 1942 г. после чего служил пропагандистом в эвакуационных госпиталях).
- Жена Тамара Николаевна (?—1977).
- Жена Евдокия Андреевна (1906—1972).
- Сыновья Сергей (1948—2008) и Виталий (1929—1991).